# جامعة قونزاقا
جامعة قونزاقا (بالإنجليزية: Gonzaga University)‏ هي جامعة كاثوليكية خاصة بمدينة سبوكين بولاية واشنطن الأمريكية. تأسست عام 1887 من قبل اليسوعيين (جمعية يسوع)، وتعتبر الجامعة واحدة من الأعضاء ال 28 في رابطة الكليات والجامعات اليسوعية وسميت على اسم القديس اليسوعي لويجي غونزاغا. ويتكون حرم الجامعة من 105 مبنى بمساحة 131 فدان (437000 متر مربع) من الأراضي العشبية على طول نهر سبوكين، وعلى مسافة نصف ميل (800 متر) من وسط مدينة سبوكين. أسس الجامعة الاب جوزيف كاتالدو، وهو كاهن إيطالي المولد وتبشيري من الذين كانو يرغبون في إنشاء المدارس الكاثوليكية في منطقة شمال غرب المحيط الهادئ للأمريكيين الأصليين المحليين.

## منهج الجامعة
تقدم الجامعة العديد من المناهج الدراسية الأساسية، الفلسفة والدراسات الدينية، والرياضيات، والأدب، والعلوم الطبيعية والاجتماعية. تقدم الجامعة دراسات في 92 مجال علمي و 26 برنامج للدراسات العليا. بالإضافة إلى ذلك تقدم الجامعة دراسات تحضيرية للمدارس المهنية في مجال الأعمال التجارية، والتعليم، والهندسة وطب الأسنان واللاهوت والقانون والطب والتمريض والطب البيطري. قونزاقا ترعى برنامج تدريب ضباط الاحتياط في الجيش التي تعد الطلاب ليصبحوا ضباط بعد التخرج. بالإضافة إلى ذلك، تعتبر الجامعة شريك مع مدرسة المطران الأبيض، وتقع بجوار الحرم الجامعي، لإعداد رجال الدين الكاثوليك. ويمكن للطلاب الدراسة من الخارج في حرم الجامعة في فلورنسا، إيطاليا، أو في برامج أخرى في أستراليا، وبنين، والكاريبي والصين وكوستاريكا وإنجلترا وفرنسا واليابان وكينيا والمكسيك وإسبانيا وزامبيا.

## كلية القانون
أنشئت في عام 1912، هي واحدة من كليات القانون الثلاثة في ولاية واشنطن وفقا لمجلة U.S. News & World Report، وتعتبر حاليا من ضمن أفضل 100 كلية قانون في الولايات المتحدة، وقد خرجت عددا من القانونيين البارزين، من بينهم ثلاثة من القضاة في محكمة واشنطن العليا، وكذلك حاكم ولاية واشنطن كريستين غريغوري حيث حصلت على درجة الماجستير من نفس الكلية.

## مركز العلاقات الدولية
يعتبر هذا المركز من المشاريع الجديدة بالجامعة نظرا للإقبال المتزايد من قبل الطلاب الدوليين، يوفر المركز عدد من البرامج منها MA/TESL وكذلك برامج الدراسة من الخارج study abroad programs.
أيضا برنامج دراسة اللغة الإنجليزية كلغة ثانية ESL ((الإنجليزية لغة ثانية)) ويتكون البرنامج في البداية من اختبار تحديد المستوى لتحديد نقاط الضعف لدى الطلاب والتي من خلالها يتم التركيز عليها، تتم الدراسة خلال 5 أيام بالاسبوع يتعلم الطلاب خلالها القراءة والكتابة والتحدث وتعلم المفردات وتطوير اللغة الإنجليزية.

## إحصائيات
متوسط عدد الطلاب في الصف هو 23، وهناك 364 عضو في هيئة التدريس، وهذا يعني أن هناك مدرس واحد لكل 11 طالب، هناك 38 يسوعي في الحرم الجامعي، و 24 يعملون في الجامعة. هناك 648 موظف من غير أعضاء هيئة التدريس. عدد الطلاب المسجلين في عام 2009-2010 هو 7682 طالب وطالبة (4729 للمرحلة الجامعية). الجامعة تحتل المرتبة الثالثة لتصنيف الجامعات لمرحلة الماجستير في الغرب الأمريكي وفقا لمجلة U.S. News & World Report.

## أبرز الخريجين
- Bing Crosby ممثل ومغني.
- Tom Foley المتحدث السابق باسم مجلس النواب الأمريكي.
- كريستين غريغوري حاكمة ولاية واشنطن السابقة ((من 12يناير 2005 وحتى 16يناير 2013)).
- Carl Pohlad اقتصادي ناجح ومالك فريق البيسبول Minnesota Twins
- Ben Ysursa وزير دولة بولاية إيداهو.